# وئنا، سوئد
وئنا، سوئد (به سوئدی: Vena, Sweden) یک سکونتگاه مسکونی در سوئد است که در Hultsfred Municipality واقع شده‌است.

## خصوصیات
وئنا ۰٫۷۹ کیلومترمربع مساحت و ۳۶۷ نفر جمعیت دارد.